# Approche stratégique de la gestion internationale des produits chimiques
 (septembre 2024).
La mise en forme du texte ne suit pas les recommandations de Wikipédia : il faut le « wikifier ».
Les points d'amélioration suivants sont les cas les plus fréquents. Le détail des points à revoir est peut-être précisé sur la page de discussion.
- Les titres sont pré-formatés par le logiciel. Ils ne sont ni en capitales, ni en gras.
- Le texte ne doit pas être écrit en capitales (les noms de famille non plus), ni en gras, ni en italique, ni en « petit »…
- Le gras n'est utilisé que pour surligner le titre de l'article dans l'introduction, une seule fois.
- L'italique est rarement utilisé : mots en langue étrangère, titres d'œuvres, noms de bateaux, etc.
- Les citations ne sont pas en italique mais en corps de texte normal. Elles sont entourées par des guillemets français : « et ».
- Les listes à puces sont à éviter, des paragraphes rédigés étant largement préférés. Les tableaux sont à réserver à la présentation de données structurées (résultats, etc.).
- Les appels de note de bas de page (petits chiffres en exposant, introduits par l'outil «  Source ») sont à placer entre la fin de phrase et le point final[comme ça].
- Les liens internes (vers d'autres articles de Wikipédia) sont à choisir avec parcimonie. Créez des liens vers des articles approfondissant le sujet. Les termes génériques sans rapport avec le sujet sont à éviter, ainsi que les répétitions de liens vers un même terme.
- Les liens externes sont à placer uniquement dans une section « Liens externes », à la fin de l'article. Ces liens sont à choisir avec parcimonie suivant les règles définies. Si un lien sert de source à l'article, son insertion dans le texte est à faire par les notes de bas de page.
- La présentation des références doit suivre les conventions bibliographiques. Il est recommandé d'utiliser les modèles {{Ouvrage}}, {{Chapitre}}, {{Article}}, {{Lien web}} et/ou {{Bibliographie}}. Le mode d'édition visuel peut mettre en forme automatiquement les références.
- Insérer une infobox (cadre d'informations à droite) n'est pas obligatoire pour parachever la mise en page.

Pour une aide détaillée, merci de consulter Aide:Wikification.
Si vous pensez que ces points ont été résolus, vous pouvez retirer ce bandeau et améliorer la mise en forme d'un autre article.
 (septembre 2024).
L'approche stratégique de la gestion internationale des produits chimiques (SAICM) est un cadre politique mondial visant à promouvoir la gestion rationnelle des produits chimiques. L'approche stratégique de la gestion internationale des produits chimiques est hébergé par le programme des Nations Unies pour l'environnement.
"La gestion rationnelle des produits chimiques est essentielle si nous voulons parvenir à un développement durable, y compris l'éradication de la pauvreté et des maladies, l'amélioration de la santé humaine et de l'environnement et l'élévation et le maintien du niveau de vie dans les pays à tous les niveaux de développement. " - Dubaï, 2006.
Elle a été adoptée par la Conférence internationale sur la gestion des produits chimiques qui s'est tenue à Dubaï (Émirats arabes unis) le 6 février 2006. La première session de la conférence et le processus d'élaboration de l'approche stratégique de la gestion internationale des produits chimiques ont été organisés conjointement par le Programme des Nations unies pour l'environnement (ONU Environnement), le Programme inter-organisations pour la gestion rationnelle des produits chimiques (IOMC).
L'approche stratégique soutient la réalisation de l'objectif convenu lors du Sommet mondial de Johannesburg sur le développement durable de 2002, qui consiste à garantir que, d'ici à 2020, les produits chimiques seront produits et utilisés de manière à minimiser les effets néfastes importants sur l'environnement et la santé humaine. Il reconnaît les contributions essentielles des produits chimiques dans les sociétés et les économies actuelles, tout en reconnaissant la menace potentielle pour le développement durable si les produits chimiques ne sont pas gérés de manière rationnelle.
(Au 12 juin 2015) Les points focaux de l'approche stratégique comprennent 175 gouvernements, 85 ONG, y compris un large éventail de représentants de l'industrie et de la société civile.

## Stratégie politique globale
Les engagements de la SAICM sont exprimés à travers la Déclaration de Dubaï, la Stratégie politique globale et le Plan d'action mondial.

### Portée
L'approche stratégique a un champ d'application  qui comprend :
- Aspects environnementaux, économiques, sociaux, sanitaires et du travail de la sécurité chimique,
- Produits chimiques agricoles et industriels, en vue de promouvoir le développement durable et de couvrir les produits chimiques à tous les stades de leur cycle de vie, y compris dans les produits.

### Objectifs
Les principaux objectifs de l'approche stratégique sont les suivants :
- Réduction des risques
- Connaissances et informations
- Gouvernance
- Renforcement des capacités et coopération technique
- Trafic international illicite

## Programme de démarrage rapide
Le programme de démarrage rapide (QSP) est un programme de la SAICM visant à soutenir les activités initiales de renforcement des capacités et de mise en œuvre dans les pays en développement, les pays les moins avancés, les petits États insulaires en développement et les pays à économie en transition. Le QSP comprend un fonds d'affectation spéciale volontaire et limité dans le temps, administré par le Programme des Nations Unies pour l'environnement, et des formes de coopération multilatérales, bilatérales et autres. Le portefeuille du Fonds fiduciaire du QSP comprend 184 projets approuvés dans 108 pays, dont 54 sont des pays les moins avancés ou des petits États insulaires en développement, pour un financement d'environ 37 millions de dollars.

## Conférence internationale sur la gestion des produits chimiques
La Conférence internationale sur la gestion des produits chimiques (ICCM) procède à des examens périodiques de la SAICM. La première session (ICCM 1) s'est tenue à Dubaï, aux Émirats arabes unis, du 4 au 6 février 2006, et a permis de finaliser et d'adopter l'approche stratégique de la gestion des produits chimiques.
La deuxième session (ICCM 2) s'est tenue à Genève, Suisse, du 11 au 15 mai 2009 et a entrepris le premier examen périodique de la mise en œuvre de la SAICM.
La troisième session (ICCM 3) s'est tenue à Nairobi, au Kenya, du 17 au 21 septembre 2012 et a examiné les progrès de la mise en œuvre de la SAICM avec des données tangibles sur 20 indicateurs de progrès adoptés à l'ICCM2, a abordé les questions politiques émergentes et a adopté la stratégie du secteur de la santé.
La quatrième session (ICCM 4) s'est tenue à Genève, en Suisse, du 28 septembre au 2 octobre 2015. L'orientation générale et les orientations vers la réalisation de l'objectif de 2020 constituent le résultat politique stratégique de l'ICCM4, ouvrant la voie à l'action jusqu'en 2020. L'ICCM4 a également examiné les aspects de mise en œuvre des questions politiques émergentes et d'autres sujets de préoccupation, examiné les objectifs de développement durable, discuté de la gestion rationnelle des produits chimiques et des déchets au-delà de 2020 et examiné les activités proposées.
L'ICCM4, par la résolution IV/4, a lancé un processus intersessions pour préparer des recommandations concernant l'approche stratégique et la gestion rationnelle des produits chimiques et des déchets au-delà de 2020. La première réunion du processus intersessions d'examen de l'approche stratégique et de la gestion rationnelle des produits chimiques et des déchets au-delà de 2020 s'est tenue à Brasília, au Brésil, du 7 au 9 février 2017.
La cinquième session de la Conférence internationale sur la gestion des produits chimiques se tiendra à Bonn, en Allemagne, du 25 au 29 septembre 2023.

## Problèmes de politique émergents et autres sujets de préoccupation
L'ICCM fournit une plate-forme pour appeler à une action appropriée sur les questions politiques émergentes (EPI) à mesure qu'elles surviennent et pour forger un consensus sur les priorités d'action coopérative. Jusqu'à présent, des résolutions ont été adoptées sur les questions suivantes :
- Plomb dans la peinture[10],[11]
- Substances chimiques dans les produits[12]
- Substance dangereuse dans le cycle de vie des produits électriques et électroniques[13]
- Nanotechnologies et nanomatériaux manufacturés[14]
- Produits chimiques perturbateurs endocriniens[15]
- Polluants pharmaceutiques persistants dans l'environnement[16]

D'autres sujets de préoccupation ont été reconnus :
- Produits chimiques perfluorés[17]
- Pesticides hautement dangereux[18]